# Куничі
Ку́ничі — село в Україні, в Івано-Франківському районі Івано-Франківської області. Входить до складу Бурштинської міської громади. Населення становить 228 осіб (станом на 2001 рік). Село розташоване на відстані 50 км на північ від обласного центру.

## Географія
Село Куничі лежить за 8 км на північ від центру громади, фізична відстань до Києва — 422,0 км.
| Клімат Куничів          | Клімат Куничів | Клімат Куничів | Клімат Куничів | Клімат Куничів | Клімат Куничів | Клімат Куничів | Клімат Куничів | Клімат Куничів | Клімат Куничів | Клімат Куничів | Клімат Куничів | Клімат Куничів | Клімат Куничів |
| Показник                | Січ.           | Лют.           | Бер.           | Квіт.          | Трав.          | Черв.          | Лип.           | Серп.          | Вер.           | Жовт.          | Лист.          | Груд.          | Рік            |
| Середній максимум, °C   | −0,8           | 0,6            | 5,8            | 13,6           | 19,4           | 22,6           | 23,9           | 23,3           | 19,1           | 13,3           | 6,2            | 1,2            | 12,4           |
| Середня температура, °C | −3,7           | −2,2           | 2,1            | 8,7            | 14,0           | 17,3           | 18,6           | 17,8           | 14,0           | 8,7            | 3,2            | −1,3           | 8,1            |
| Середній мінімум, °C    | −6,6           | −5             | −1,5           | 3,9            | 8,7            | 12,0           | 13,3           | 12,4           | 8,9            | 4,2            | 0,2            | −3,7           | 3,9            |
| Норма опадів, мм        | 32             | 32             | 35             | 50             | 78             | 92             | 95             | 72             | 55             | 40             | 38             | 42             | 661            |
| ----------------------- | -------------- | -------------- | -------------- | -------------- | -------------- | -------------- | -------------- | -------------- | -------------- | -------------- | -------------- | -------------- | -------------- |
| Джерело:                |                |                |                |                |                |                |                |                |                |                |                |                |                |

## Історія
Згадується 15 грудня 1438 року в книгах галицького суду.
У 1939 році в селі проживало 370 мешканців (365 українців і 5 латинників).
З 2020 року згідно постанови Верховної Ради України "Про утворення та ліквідацію районів"  входить до Івано-Франківського району Івано-Франківської області.

## Населення
Станом на 1989 рік у селі проживала 251 особа, серед них — 107 чоловіків і 144 жінки.
За даними перепису населення 2001 року у селі проживали 228 осіб. Рідною мовою назвали:
| Мова       | Кількість осіб | Відсоток |
| ---------- | -------------- | -------- |
| українська | 228            | 100,00%  |

## Політика
Голова сільської ради — Рубашний Роман Богданович, 1979 року народження, вперше обраний у 2006 році. Інтереси громади представляють 16 депутатів сільської ради:
| Партія        | Кількість депутатів | Відсоток |
| ------------- | ------------------- | -------- |
| самовисування | 16                  | 100,00%  |

На виборах у селі Куничі працює окрема виборча дільниця, розташована в приміщенні клубу. Результати виборів:
- Парламентські вибори 2002: зареєстрований 181 виборець, явка 100,00%, найбільше голосів віддано за Блок Віктора Ющенка «Наша Україна» — 82,87%, за Виборчий блок Юлії Тимошенко — 9,39%, за СДПУ (о) — 4,97%. В одномандатному окрузі найбільше голосів отримав Роман Ткач (Блок Віктора Ющенка «Наша Україна») — 68,51%, за Богдана Чорнописького (самовисування) — 6,63%, за Василя Крука (самовисування) — 6,08%[13].
- Вибори Президента України 2004 (перший тур): 169 виборців взяли участь у голосуванні, з них за Віктора Ющенка — 97,63%, за Віктора Януковича — 0,59%, за Леоніда Черновецького — 0,59%[14].
- Вибори Президента України 2004 (другий тур): 176 виборців взяли участь у голосуванні, з них за Віктора Ющенка — 100,00%[15].
- Вибори Президента України 2004 (третій тур): зареєстровано 170 виборців, явка 100,00%, з них за Віктора Ющенка — 98,82%, за Віктора Януковича — 0,00%[16].
- Парламентські вибори 2006: зареєстровано 170 виборців, явка 95,29%, найбільше голосів віддано за блок Наша Україна — 49,38%, за Блок Юлії Тимошенко — 40,74%, за Український народний блок Костенка і Плюща — 3,70%[17].
- Парламентські вибори 2007: зареєстровано 168 виборців, явка 99,40%, найбільше голосів віддано за блок Наша Україна — Народна самооборона — 59,28% за Блок Юлії Тимошенко — 40,12%, за Блок Литвина — 0,60%[18].
- Вибори Президента України 2010 (перший тур): зареєстрований 161 виборець, явка 97,52%, найбільше голосів віддано за Юлію Тимошенко — 42,68%, за Віктора Ющенка — 26,75%, за Арсенія Яценюка — 15,29%[19].
- Вибори Президента України 2010 (другий тур): зареєстрований 171 виборець, явка 64,03%, з них за Юлію Тимошенко — 95,71%, за Віктора Януковича — 4,29%[20].
- Парламентські вибори 2012: зареєстрований 161 виборець, явка 90,06%, найбільше голосів віддано за Всеукраїнське об'єднання «Батьківщина» — 48,97%, за Всеукраїнське об'єднання «Свобода» — 28,28% та УДАР — 7,59%.[21] В одномандатному окрузі найбільше голосів отримав Володимир Купчак (Всеукраїнське об'єднання «Батьківщина») — 54,73%, за Миколу Круця (самовисування) проголосували 18,24%, за Дмитра Симака (самовисування) — 13,51%[22].
- Вибори Президента України 2014: зареєстровано 155 виборців, явка 95,48%, з них за Петра Порошенка — 55,41%, за Юлію Тимошенко — 24,32%, за Олега Ляшко — 8,11%[23].
- Парламентські вибори в Україні 2014: зареєстровано 155 виборців, явка 92,26%, найбільше голосів віддано за «Народний фронт» — 39,16%, за Блок Петра Порошенка — 27,97% та Об'єднання «Самопоміч» — 11,19%.[24] В одномандатному окрузі найбільше голосів отримав Михайло Довбенко (Блок Петра Порошенка) — 23,78%, за Романа Вірастюка (Народний фронт) проголосували 22,38%, за Василя Кіндія (Об'єднання «Самопоміч») — 15,38%[25].

## Релігія
У селі розташована дерев'яна церква Покрову Пресвятої Богородиці, збудована у 1873 році, що є пам'яткою архітектури місцевого значення.